# Efterløn
Efterløn er en dansk velfærdsordning, der via overførselsindkomst giver mulighed for tilbagetrækning fra arbejdsmarkedet 3 år før folkepensionsalderen nås.(For personer født før 1. juli 1959 gælder overgangsregler). Aldersgrænsen, hvor det bliver muligt at gå på efterløn, ændres i løbet af en kortere årrække til 66 år. Som følge af tilbagetrækningsreformen, som blev vedtaget ved lov den 21. december 2011, forventes det, at udnyttelsen af efterlønsordningen i de kommende årtier vil blive kraftigt begrænset i forhold til i dag, da kun personer uden nogen videre pensionsopsparing vil opnå gevinst via ordningen. Om et par årtier forventes det således, at der kun vil være mellem 5.000 og 20.000 efterlønsmodtagere mod 34.000 personer pr. 2023.

## Nuværende efterlønsregler
I dag er efterlønnen en blanding af en forsikringsordning og en universel velfærdsydelse; bl.a. kræves medlemskab af en arbejdsløshedskasse og indbetaling af efterlønsbidrag fra man er 30 år (dog overgangsordninger for alle født før 1. januar 1976), men efterlønsbidraget finansierer ikke efterlønnen fuldt ud. Hvis man fortryder sin tilmelding til efterlønsordningen, kan man melde sig ud og få tilbagebetalt de indbetalte efterlønsbidrag.
Pensionsopsparing modregnes med en procentsats uanset om den kommer til udbetaling i perioden med efterløn eller ej. Procentsatsen er pr. 31. december 2011 55%. Da der også betales skat, betyder det, at nettoværdien af efterlønnen marginalt blot er ca. 27% af den maksimale sats. Pr. 1. januar 2012 skærpes modregningen yderligere.
Efterlønnen beregnes ud fra den hidtidige indtægt og kan for 60-61 årige maksimalt udgøre 91% af højeste dagpengesats. Får man udstedt efterlønsbevis, og udskyder efterlønnen 2 år, belønnes man ved at efterlønnen kan udgøre 100% af højeste dagpengesats. Desuden modregnes kun firmapensionsordninger og ikke private pensionsordninger, og der kan optjenes en ret til en skattefri præmie på ca. 12.000 kr. pr. kvartal.
Betingelserne for at få efterløn i dag er, at man er rask og til rådighed for arbejdsmarkedet den dag, man fylder 60. Man skal altså kunne arbejde fulde 37 timer for at få efterlønnen på 181.000 kroner årligt. Ved senere tilbagetrækning er sygdom ikke længere diskvalificerende, hvis man har fået udstedt efterlønsbevis ved 60 år.

## Historie

### Indførelsen af ordningen
I 1975 foreslog SiD indførsel af efterløn for personer, der fylder 60 år og som har haft et særligt belastende arbejde. Efterlønnen blev vedtaget i 1979 af SV-regeringen under statsminister Anker Jørgensen med den begrundelse, at de ældre burde give plads for de unge arbejdsløse, og på den måde sænke ungdomsarbejdsløsheden, og at personer, som var nedslidte som følge af fysisk eller psykisk særligt krævende arbejde, kunne trække sig tidligere tilbage fra arbejdsmarkedet. Den oprindelige ordning gav mulighed for efterløn i perioden hvor modtageren var 60 til 67 år, som på det tidspunkt var pensionsalderen. Man regnede ved ordningens indførelse med, at ca. 17.000 personer ville benytte efterlønnen.
Ordningen blev dog hurtigt til en generel tidlig pensionsordning og i 1. kvartal 2009 var der 135.503 personer på efterløn.

### 1998-ændringen af efterlønnen
Folketinget ændrede i 1998 med virkning for 1999 ordningen, således at den krævede medlemskab af en A-kasse i 25 år ud af de seneste 30, og et kontingent der i dag (2019) er på 508 kroner. Ændringen var et resultat af en aftale om finansloven for 1999, som den daværende SR-regering indgik med Venstre, Konservative Folkeparti, Centrum-Demokraterne og Kristeligt Folkeparti i november 1998. Mange så dette som en forringelse, og ændringen gav anledning til voldsom debat i Socialdemokratiet, idet daværende statsminister Poul Nyrup Rasmussen havde garanteret for efterlønnen under valgkampen i 1998.

### 2006-ændringen af efterlønnen
I 2006 blev ordningen igen ændret i forbindelse med velfærdsreformen. Dette forlig mellem Venstre, Det Konservative Folkeparti, Dansk Folkeparti, Radikale Venstre og Socialdemokraterne indebærer bl.a, at efterlønsalderen i perioden 2019-2022 hæves til 62 år. Desuden indeholder reformen en automatik, således at efterlønsalderen hæves yderligere, hvis middellevealderen stiger. Folkepensionsalderen skal hæves tilsvarende, således at en efterlønsperiode på 5 år bevares. Kravet om a-kassemedlemskab og indbetaling af efterlønsbidrag blev sat op til 30 år, og samtidig blev det et krav at man skulle begynde at indbetale senest når man fylder 30 år. Det blev gældende for personer, som var 28 år eller yngre i 2006. Dog blev der indført en fortrydelsesordning for personer, som havde været uafbrudt medlem af en a-kasse siden det 24. år. De kan nu nå at tilmelde sig efterlønsordningen op til 15 år før efterlønsalderen, dog med en nedsat ydelse, som bliver fratrukket 2 pct. af den sats, som efterlønnen ellers ville have været, for hvert år under 30 år, som vedkommende når at indbetale.

### 2011-ændringen af efterlønnen
Statsminister Lars Løkke Rasmussen lagde i sin nytårstale 1. januar 2011 op til at afskaffe efterlønnen for de danskere, der på daværende tidpunkt var under 45 år, og i januar 2011 fremlagde regeringen et forslag til en tilbagetrækningsreform med titlen "...vi kan jo ikke låne os til velfærd". Forslaget lagde op til at afskaffe efterlønnen for alle under 45 år, hæve folkepensionsalderen med ½ år om året fra 2019 til 2022 (så folkepensionsalderen bliver 67 år fra 2022) og indføre en seniorførtidspensionsordning, der skal gøre det muligt at opnå førtidspension de sidste 5 år inden pensionering, uden den samme arbejdsprøvning som den almindelige førtidspension.
Forslaget blev efterfølgende forhandlet med Folketingets partier, og den 13. maj 2011 indgik VK-regeringen, Dansk Folkeparti og Det Radikale Venstre et forlig om at ændre efterlønnen. Reformen indeholdt en fremrykning af den forøgelse af efterløns- og folkepensionsalderen på 5 år, der allerede tidligere var aftalt i Velfærdsforliget fra 2006 mellem samme gruppe af partier samt Socialdemokraterne. Derudover indeholdt reformen en bevarelse af en 3-årig efterlønsordning, men en kraftig skærpelse af modregningsreglerne for pensionsopsparing, og en seniorførtidspension for nedslidte. Med aftalen brød Det Radikale Venstre med Socialdemokraterne og Socialistisk Folkepartis Fair Løsning-plan, der foreslog at fastholde en uændret efterløn og finansiere det ved at alle skulle arbejde mere og samtidig hæve skatterne på forskellige områder. Efter folketingsvalget 2011 og regeringsskiftet med dannelsen af regeringen Helle Thorning-Schmidt 3. oktober 2011 konstaterede den nye statsminister, at der under alle omstændigheder var et flertal i Folketinget bag tilbagetrækningsreformen. Den blev derpå vedtaget af et stort folketingsflertal, nemlig ud over de oprindelige forligspartier også de nye regeringspartier Socialdemokraterne og SF samt Liberal Alliance.

## Årsager til tilbagetrækning
Velfærdskommissionen undersøgte i sit arbejde efterlønsmodtagernes og førtidspensionisters årsager til tilbagetrækning:
| Hvorfor er de holdt op med at arbejde?                         | Efterløn | Førtidspension |
| At de har lyst til selv at bestemme, hvad de skal foretage sig | 26       | 4              |
| Dårligt helbred                                                | 21       | 84             |
| At de gerne vil have mere tid til familie og venner            | 18       | 3              |
| At de økonomisk har for lidt ud af at fortsætte                | 13       | 5              |
| At de blev sagt op                                             | 12       | 5              |
| For ikke at få dårligt helbred                                 | 10       | 2              |
| At jeg ikke trivedes på arbejdspladsen                         | 10       | 2              |
| Ønske fra ægtefællen (f.eks. ægtefællen selv holdt op)         | 7        | 3              |
| Gode fratrædelsesvilkår på arbejdspladsen                      | 7        | 1              |
| Andre familiemæssige grunde (f.eks. sygdom)                    | 6        | 7              |
| Fast aldersgrænse                                              | 5        | 11             |
| At de følte sig presset af ledelsen                            | 4        | 2              |
| At de ikke kunne få et lettere arbejde                         | 4        | 1              |
| For at give plads til unge                                     | 3        | 4              |
| At de følte sig presset af kollegerne                          | 1        | 1              |
| Andre grunde                                                   | 21       | 6              |

## Efterlønsmodtageres demografi og helbred
Der har været publiceret en række undersøgelser af efterlønsmodtageres demografiske sammensætning og helbredstilstand.
Velfærdskommissionen skriver i sin rapport fra 2006 at "flertallet af efterlønsmodtagerne er raske og rørige. En række analyser – både af efterlønsmodtagernes brug af sundhedsydelser og selvvurdering af helbredet – tyder klart på, at efterlønsmodtagerne er stort set lige så friske, som de der fortsætter på arbejdsmarkedet i efterlønsalderen." Videre anførtes det, at "en sammenligning af de personer, der oplever svigtende helbred i alderen 60-64 år, med øvrige i aldersgruppen, tyder ikke på, at ufaglærte, ansatte i bestemte brancher eller personer med mange år på arbejdsmarkedet er specielt overrepræsenteret i førstnævnte. Efterlønsmodtagerne er heller ikke overrepræsenteret i gruppen af 60-64-årige med svigtende helbred."
En undersøgelse fra Forsikring og Pension fra 2006 konkluderede bl.a. at "efterlønsmodtagerne umiddelbart har et lidt ringere helbred end de personer, der fortsætter i beskæftigelse", men at "Helbredsforskellene mellem efterlønsmodtagere og beskæftigede stort set forsvinder, når der kontrolleres for forskelle i socioøkonomiske karakteristika mellem de to grupper."
En analyse fra Arbejderbevægelsens Erhvervsråd konkluderede juni 2010 at "under 2pct. af efterlønsmodtagerne har en lang videregående uddannelse, mens 83 pct. er ufaglærte eller faglærte", samt at "mænd der går på efterløn som 60-årig har i gennemsnit 2,2 år færre leveår, end mænd der fortsætter i beskæftigelse. For kvinder er forskellen 1,3 år". De sidstnævnte tal var dog ikke korrigeret for socioøkonomiske faktorer.
Et notat fra LO fra januar 2011 anfører at efterlønsmodtagere har 70% flere dage på sygedagpenge end andre, og konkluderer at efterlønsmodtagere er mere syge end andre. Samme resultat kom beskæftigelsesministeriet til i et svar til Folketingets arbejdsmarkedsudvalg, hvor de fandt at efterlønsmodtagere havde 2,9 ugers sygefravær i gennemsnit året før de gik på efterløn, mens de beskæftigede kun havde 1,2 ugers sygefravær i samme år.

## Økonomi
Antallet af efterlønsmodtagere toppede i 2007 med 140.000 personer. Derefter er tallet faldet hvert kvartal. I fjerde kvartal 2013 var knap 96.000 personer på efterløn, svarende til 28,3 pct. af alle 60-64-årige. De offentlige udgifter til efterløn udgjorde i 2012 19 mia. kr. Samme år fik staten 4,3 mia. kr. i indtægter fra indbetalinger af efterlønsbidrag.
Det forventes, at antallet af efterlønsmodtagere vil falde meget kraftigt i de kommende årtier som følge af tilbagetrækningsreformen og den kendsgerning, at flere ældre danskere vil have en pensionsopsparing, som på grund af modregningsreglerne gør det uattraktivt at udnytte efterlønsordningen. Økonomi- og Indenrigsministeriet regnede i 2013 med, at antallet af efterlønsmodtagere i 2030-50 ville være på ca. 22.000 personer i gennemsnit. DREAM regner med nogenlunde det samme antal. De økonomiske vismænd kom i en fremskrivning af tilbagetrækningsadfærden frem til et endnu lavere antal, nemlig under 5.000 personer om året på længere sigt. Det skyldes dels, at færre personer indbetaler til ordningen og dermed er berettigede til efterlønnen, og dels de stigende pensionsformuer for især ufaglærte og faglærte, som især har benyttet ordningen hidtil.

## Politisk diskussion om efterlønnen
Efterlønnen var især i perioden fra årtusindskiftet indtil 2011-ændringen et tilbagevendende politisk stridspunkt. Debatten tog primært udgangspunkt i omkostningerne ved ordningen i forhold til andre velfærdsordninger, efterlønnens værdi for mennesker med fysisk eller psykisk belastende arbejde (disse omtales ofte som "nedslidte"), og rimeligheden i, at også raske lønmodtagere kunne trække sig tilbage fra arbejdsmarkedet før folkepensionsalderen uden at være nedslidte.
Hyppigt fremførte argumenter fra fortalerne for bevarelse af efterlønnen har været:
- Det er rimeligt, at mennesker med fysisk eller psykisk belastende arbejde ("nedslidte") kan trække sig tidligere tilbage fra arbejdsmarkedet.

- Lavtuddannede er kommet tidligere ud på arbejdsmarkedet end personer med en længere uddannelse.

- En afskaffelse af efterlønnen i den nuværende dårlige økonomiske konjunktursituation vil betyde øget arbejdsløshed

- En afskaffelse af efterlønnen vil presse lønningerne ned.[22]

Tilsvarende har hyppigt fremførte argumenter fra fortalerne for afskaffelse af efterlønnen været:
- Det er ikke rimeligt, at raske mennesker kan trække sig tilbage fra arbejdsmarkedet på det offentliges regning.

- Der kommer inden for en kort årrække til at mangle arbejdskraft, idet forholdet mellem antallet af personer på offentlig forsørgelse (især efterløn og pension), og antallet af personer på arbejdsmarkedet, forskydes efterhånden som de store årgange pensioneres (se også ældrebyrde)

- Hvis man skal have ligevægt på den strukturelle saldo i 2020 vil det formodentlig svare til, at man skal skaffe yderligere ca. 16-21 mia. kr., heraf vil en afskaffelse af efterlønnen anslået betyde en forbedring på 16 mia.kr.[23]

- Andre velfærdsydelser, som f.eks. sundhed og uddannelse, er vigtigere end efterløn; f.eks. anfører Velfærdskommissionen at "Hvis vi skal imødekomme fremtidens udfordringer bedst muligt, er det Velfærdskommissionens klare holdning, at andre velfærdsydelser er langt vigtigere end efterlønsordningen. Det gælder eksempelvis et velfungerende uddannelses- og sundhedssystem og bedre integration af indvandrere og flygtninge."[13]

Bemærk at første argument fra hhv. fortalere og modstandere ovenfor ikke er i modstrid med hinanden, da gruppen af efterlønsmodtagere er sammensat af både "nedslidte" og raske mennesker.
Velfærdskommissionen havde som sit primære formål at løse det ovenfor omtalte finansieringsproblem, og foreslog bl.a. efterlønnen udfaset fra 2009 frem til 2028.
Arbejdsmarkedskommissionen skrev i september 2008 at det "vanskeligt kan lade sig gøre effektivt at modvirke den faldende beskæftigelse og styrke de offentlige finanser med 14 mia. kr. årligt uden at gennemføre ændringer i efterlønnen." .